# Laniše, Gorenja vas - Poljane
Laniše so naselje v Občini Gorenja vas - Poljane.